# Chagrin River
Der Chagrin River ist ein Zufluss des Eriesee an dessen Südufer im nordöstlichen US-Bundesstaat Ohio. Der Chagrin River entwässert zusammen mit seinen Nebenflüssen insgesamt 692 km², die im Einzugsbereich des Eriesee liegen. Der Hauptstrom entspringt rund 6 km nördlich des Bass Lake in der Ortschaft Munson Township im Geauga County, fließt generell in nördlicher Richtung und mündet nach 77 km in den Eriesee innerhalb der Stadt Eastlake im Lake County.
Auf seinem Weg nach Norden nimmt der Charin River mehrere Nebenflüsse auf. Die wichtigsten sind der Aurora Branch Chagrin River, der in der Stadt Aurora im Portage County entspringt (41° 19′ 5″ N, 81° 15′ 20″ W) und bei der Ortschaft Bentleyville im Cuyahoga County in den Hauptstrom mündet (41° 25′ 22″ N, 81° 24′ 42″ W) und der East Branch Chagrin River, der bei Chardon im Geauga County entspringt (41° 35′ 23″ N, 81° 14′ 42″ W) und in der Stadt Willoughby im Lake County in den Chagrin River mündet (41° 37′ 46″ N, 81° 23′ 57″ W).
Ein großer Abschnitt des Chagrin Rivers wurde 1979 bzw. 2002 mit dem Prädikat State Scenic River ausgezeichnet. Dem Ohio Department of National Resources zufolge gibt es im Einzugsbereich des Flusses mehr als 49 Fisch- und 90 Vogelarten. Der Name des Flusses stammt vom indianischen Wort Sha-ga-rin für klares Wasser ab.